# بروطياوايات
البروطياوايات (الاسم العلمي: Proteanae) هي طبقة نباتية تتبع طائفة ثنائيات الفلقة من صف كاسيات البذور.

## رتب
- بروطيات